# Francesc Matheu i Fornells

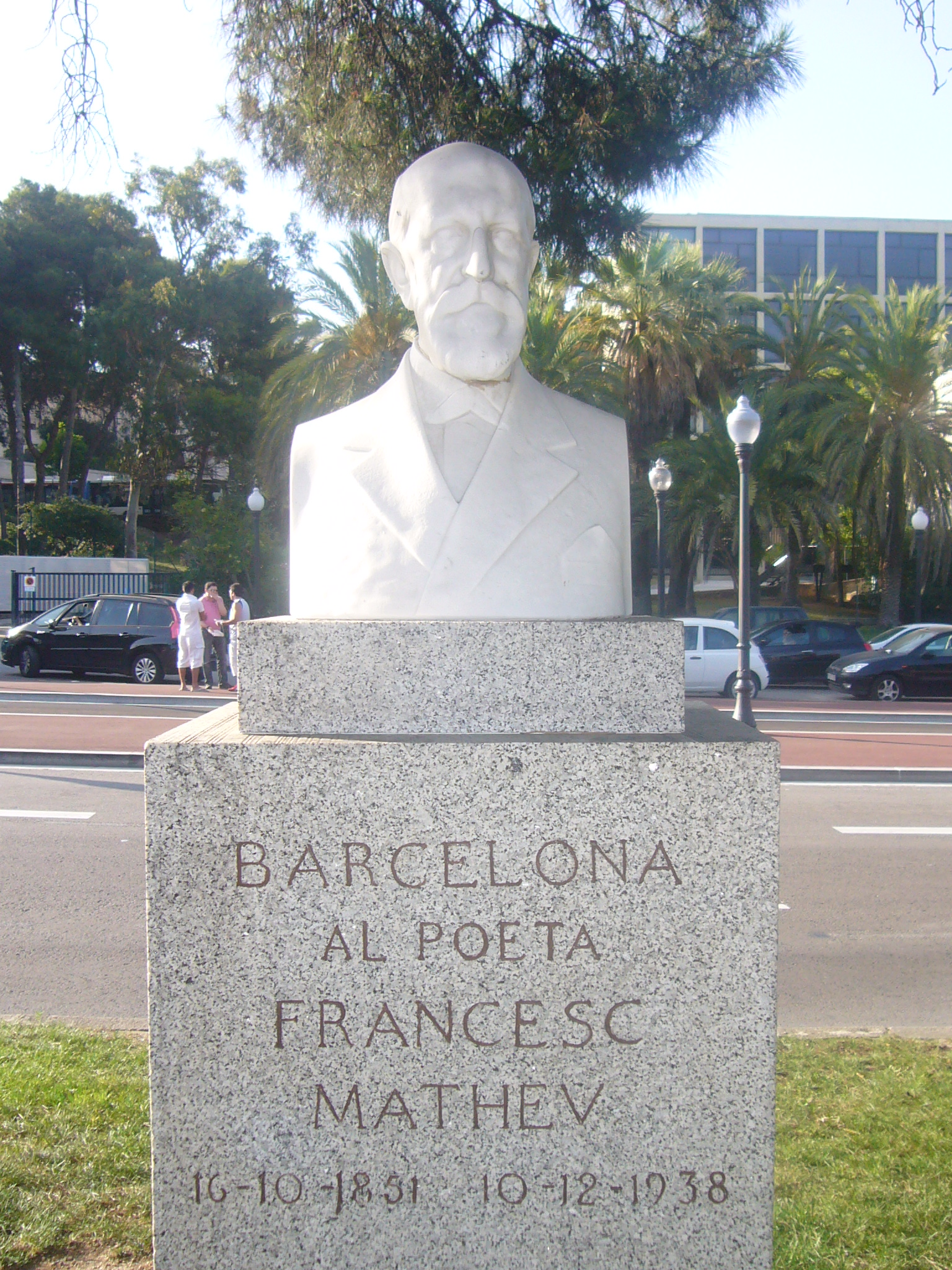
Bust de Francesc Matheu, obra d'Eulàlia Fàbregas de Sentmenat, situat a l'avinguda Diagonal, 696, de Barcelona, a l'alçada de la Facultat d'Economia i Empresa (UB)

Francesch Matheu i Fornells (Barcelona, 16 d'octubre de 1851 - Sant Antoni de Vilamajor, Vallès Oriental, 10 de desembre de 1938) fou un escriptor català, net d'indians i fill de Josep Matheu i Jacas, advocat que residia a Barcelona des del 1851, i de Josefa Fornells i Tomàs. Casat amb Joaquima Sado fou el pare de Roser Matheu i Sadó, poetessa i biògrafa i de Montserrat i Núria.
Adscrit des de molt jove al moviment catalanista, fou un dels fundadors de la societat La Jove Catalunya el 1870, dins la qual desplegà una activitat pública extraordinària. Des del 1871 intervingué en l'organització dels Jocs Florals, i el 1873 guanyà un segon accèssit i posteriorment cinc premis ordinaris, tres d'extraordinaris i vuit accèssits més. Fou nomenat Mestre en Gai Saber el 1897, mantenidor els anys 1880, 1881, 1899, 1908, 1919, 1925 i 1933 i president el 1902. També en presidí el consell directiu del 1910 al 1935 i fou membre de l'Acadèmia de les Bones Lletres i participà en les assemblees de la Unió Catalanista. Durant la primera guerra mundial fou un decidit aliadòfil, fomentà nombrosos actes d'amistat franco-catalana i el 1920 el condecoraren amb la creu de chevalier de la Legió d'Honor. El 1914 presidí l'Orfeó Català i el 1910 l'Ateneu Barcelonès.
Com a editor, el 1870 s'encarregà de La Gramalla i el 1884 fundà l'Editorial Catalana, on publicà les obres de Marià Aguiló i Fuster, Emili Vilanova, Jacint Verdaguer i Miquel Costa i Llobera. I amb Isidre Reventós i Amiguet, fou l'iniciador de la publicació El llibre de l'amor, compost de poesies amoroses de tots els poetes catalans. S'oposà, però, fins l'últim moment a acceptar les normes gramaticals de l'Institut d'Estudis Catalans, tant a la revista que dirigia, Ilustració Catalana, com als llibres d'altres autors que publicava, que seguien mostrant la grafia tradicional. La seva tossuderia per mantenir l'article "lo" va provocar que els fabrians l'anomenessin jocosament "Matheu-lo".
Hom l'ha identificat com un representant típic de l'esperit tradicional de la Renaixença catalana.
Utilitzà diversos pseudònims en les seves publicacions, com Fèlix d'Altamira.

## Fons i documentació
El fons personal de Francesch Matheu es conserva a la Biblioteca de Catalunya. Una part del seu llegat també es conserva al Museu d'Història de Barcelona.

## Obres
- Cansons alegres de un fadrí festejador (1878)
- Lo reliquiari (1878)
- La copa. Brindis y cansons (1883)
- Poesias (1899)

Poesies presentades als Jocs Florals de Barcelona
- Primavera (1884). Premi de la Flor Natural
- Festa (1888). Premi de l'Englantina d'or
- Tardania (1897). Premi de la Flor Natural[4]
- El mestre Everart Vogel. (Barcelona, 1913)
- Poesia (1914). Premi de la Viola d'or i d'argent. (Amb el pseudònim "Fèlix d'Altamira")[5]
- Ascensió (1916) (Amb el pseudònim "Fèlix d'Altamira")
- Purificació (1917) (Amb el pseudònim "Fèlix d'Altamira")
- L'ombra d'en Monturiol (1917). 3r accèssit a l'Englantina d'or. (Amb el pseudònim "Fèlix d'Altamira")
- Tríptich. De la terra al cel (1918). 2n accèssit a la Viola d'or i d'argent.
- Per la mare (1920). (Amb el pseudònim "Fèlix d'Altamira")
- Cançó de la campana vella (1920) (Amb el pseudònim "Fèlix d'Altamira")
- La mare vella (1921). Premi a la Viola d'or i d'argent. (Amb el pseudònim "Fèlix d'Altamira")
- Les fronteres (1921). 1r accèssit a l'Englantina d'or.
- Cançons de desesperança (1922). Accèssit al Premi Extraordinari del Mantenidors. (Amb el pseudònim "Fèlix d'Altamira")